# Władysław Kalitwincew
Władysław Jurijowycz Kalitwincew, ukr. Владислав Юрійович Калітвінцев (ur. 4 stycznia 1993 w Moskwie) – ukraiński piłkarz, występujący na pozycji pomocnika.

## Kariera piłkarska

### Kariera klubowa
Syn znanego piłkarza i trenera Jurija Kalitwincewa. Wychowanek Szkoły Piłkarskiej Eurobis w Kijowie, a potem DJuFSz Dynamo Kijów im. Walerego Łobanowskiego. 17 kwietnia 2009 debiutował w drugiej drużynie Dynama, a 9 maja 2010 roku od pierwszej minuty wszedł na boisko w składzie Dynamo Kijów w wygranym 3:0 meczu z Metałurhiem Zaporoże. Jest najmłodszym piłkarzem Dynama (17 lat 4 miesiące), który występował w najwyższej lidze Ukrainy. W lipcu 2013 został wypożyczony na pół roku do Slovana Liberec. 1 lutego 2017 został wypożyczony do Zorii Ługańsk, w której grał do końca 2017 roku. 1 marca 2019 podpisał kontrakt z Arsenałem Kijów. 6 czerwca 2019 został piłkarzem Desny Czernihów

### Kariera reprezentacyjna
Występował w juniorskiej reprezentacji Ukrainy.

## Sukcesy i odznaczenia

### Sukcesy klubowe
Dynamo Kijów
- zdobywca Pucharu Ukrainy: 2014